# Carl Josef Bucher
Carl Josef Bucher (* 19. Januar 1873 in Luzern, Schweiz, heimatberechtigt in Grossdietwil und Luzern; † 2. Februar 1950 ebenda) war Leiter des Bucher Verlags, Herausgeber der Luzerner Neusten Nachrichten (LNN) und Luzerner Grossrat.

## Leben und Wirken
Carl Josef Bucher war Sohn des Buchdruckers Josef Leonz Bucher. Er absolvierte eine Lehre als Setzer und eine kaufmännische Ausbildung in Lugano und London. Seit 1893 in der väterlichen Druckerei mitarbeitend, wurde er 1896 Teilhaber. Bucher heiratete 1898 Olga Leumann und übernahm im folgenden Jahr die Firma.
Bucher baute das Unternehmen in Luzern aus und wandelte 1913 den Verlag in eine Aktiengesellschaft um. Drei Jahre später übernahm er die Genossenschaftsdruckerei Luzern und den Luzerner Tages-Anzeiger – ab 1918 Luzerner Neuste Nachrichten, LNN. Zum Verlagsprogramm gehörten auch verschiedene Fach- und Publikumszeitschriften.
Bucher war von 1912 bis 1915 Präsident des Luzerner Gewerbeverbands. Anschliessend sass er bis 1919 als Freisinniger im Grossrat. Von seiner ersten Frau geschieden, heiratete er 1930 seine Mitarbeiterin Alice Haefeli. Nach einem Schlaganfall am 25. Juni 1941 musste Bucher seine Vorstandsämter beim Luzerner Gewerbeverband, der Luzerner Handelskammer und die Präsidentschaft des Verwaltungsrats der C. J. Bucher AG niederlegen.
Seine 2. Frau Alice Bucher (1898–1991) übernahm die Leitung des Unternehmens, das sie kontinuierlich ausbaute. Anfangs leisteten Buchers Söhne aus erster Ehe Widerstand. Im Alter von 75 Jahren verkaufte sie 1973 das Unternehmen an Ringier. Der Stadt Luzern schenkte sie 1988 960'000 Franken für die Durchführung eines Architekturwettbewerbs für das zukünftige Kultur- und Kongresszentrum Luzern (KKL).
Carl Josef Bucher starb am 2. Februar 1950 in Luzern.

## Fussnoten
1. 1 2 3 4  Max Huber: Carl Josef Bucher. In: Historisches Lexikon der Schweiz. (abgerufen am 2. Februar 2021)
2. ↑  Max Huber: Alice Bucher. In: Historisches Lexikon der Schweiz. (abgerufen am 2. Februar 2021)

| Personendaten    | Personendaten                            |
| ---------------- | ---------------------------------------- |
| NAME             | Bucher, Carl Josef                       |
| KURZBESCHREIBUNG | Schweizer Verleger und Luzerner Grossrat |
| GEBURTSDATUM     | 19. Januar 1873                          |
| GEBURTSORT       | Luzern, Schweiz                          |
| STERBEDATUM      | 2. Februar 1950                          |
| STERBEORT        | Luzern, Schweiz                          |